# Tot el món odia a Johan
Tot el món odia a Johan (originalment en noruec, Alle hater Johan) és una pel·lícula de comèdia dramàtica noruega de 2022 dirigida per Hallvar Witzø a partir d'un guió d'Erlend Loe. És el primer llargmetratge de Witzøcom a director. Paul Sverre Hagen interpreta el paper principal de Johan Grande, aficionat als explosius, i el representa durant diversos períodes de la seva vida. L'acció està ambientada a Titran, a l'illa de Frøya, i també és on es va rodar la pel·lícula. El personatge troba difícil entendre el món que l'envolta i el rebuig que produeix en els altres a causa del seu comportament (no diagnosticat) dins de l'espectre autista S'ha doblat i subtitulat al català.
La pel·lícula es va exhibir per primer cop al festival de cinema Kosmorama de Trondheim el 7 de març de 2022 i es va estrenar als cinemes de Noruega el 25 de març.
L'equip de la pel·lícula va guanyar dos premis Amanda 2022: Jørund Fluge Samuelsen va guanyar la categoria de millor música original, mentre que Asta Hafthorsdottir i Thomas Foldberg van guanyar la categoria de millor maquillatge. A més, la pel·lícula va ser nominada a les categories de millor actriu secundària per a Ingrid Bolsø Berdal, al millor guió dper a Erlend Loe, a la millor fotografia per a Karl Erik Brøndbo i al millor vestuari per a Jenny Hilmo Teig.

## Repartiment
- Pål Sverre Hagen: Johan Grande
- Ingrid Bolsø Berdal: Solvor
- Vee Vimolmal: Pey
- John Brungot: el carter Frode
- Ine Jansen: Ella, mare d'en Johan
- Ingunn Beate Øyen: tieta Magnhild
- Paul-Ottar Haga: Stor-Johan, pare d'en Johan
- Hermann Sabado: Martin Nguyen Grande
- Trond-Ove Skrødal: oncle Iver